# 特攻武術
特攻武術（とっこうぶじゅつ、朝鮮語: 특공무술、トゥコンムスル、Tukong moosul）とは、韓国の近接格闘術。韓国軍や警察に採用されている。一般向けの道場もあり、民間人も習うことができる。

## 概説
体のあらゆる部分を武器にする上に、ボールペンやタオルなど身近にある道具も全て武器にするという。
ルーツは1970年代に北朝鮮の攻撃を想定して設立された6つの特殊部隊（韓国では、特殊部隊のことを「特攻部隊」と呼ぶ）において、それぞれの部隊が研究していた柔道、テコンドー、ハプキドーなど6つの武術を統合したものとされる。体格、体力にかかわらず、兵役の短い期間で一定の水準に達することを目標にカリキュラムが組まれている。軍の公開演習などの際にはデモンストレーションが行われるが、顔にペイントしたり火のついた輪をジャンプしてくぐり抜けたりと派手なパフォーマンスが繰り広げられる。
徴兵制度の残る韓国では、俳優や歌手などの芸能人、がプロフィールの中で特技としてしばしばこの特攻武術を挙げることがある。